# Dominique Dussault
Dominique Dussault (1954) è una cantante francese.
Ha partecipato all'Eurovision Song Contest 1970 con il brano Marlène, in rappresentanza del Principato di Monaco, classificandosi all'ottavo posto.